# Bârca
Bârca è un comune della Romania di 4 081 abitanti, ubicato nel distretto di Dolj, nella regione storica dell'Oltenia.